# Gonyosoma jansenii
Espèce
Synonymes
- Elaphe janseni Bleeker, 1858
- Allophis nigricaudus Peters, 1872

Gonyosoma jansenii est une espèce de serpents de la famille des Colubridae.

## Répartition
Cette espèce est endémique d'Indonésie. Elle se rencontre sur l'île de Sulawesi.

## Publication originale
- Bleeker, 1858 : Gonyosoma jansenii Blkr., eene nieuwe slang van Manado. Natuurkundig tijdschrift voor Nederlandsch Indië, vol. 16, p. 242 (texte intégral).